# Campeonato Italiano de Futebol de 2023–24 – Primeira Divisão
A Primeira Divisão do Campeonato Italiano de Futebol da temporada 2023–24, (oficialmente Serie A TIM 2023–24 por motivos de patrocínio), foi a 122.ª edição da principal divisão do futebol italiano (92.ª como Serie A). O Napoli foi o detentor e defensor do título.
Na 33ª rodada, a Internazionale se sagrou campeã após derrotar seu rival Milan por 2–1 no San Siro em Milão, conquistando a sua segunda estrela e seu 20° título do Campeonato Italiano em sua história.
O Salernitana foi o primeiro clube a ser rebaixado com quarto rodadas de antecedência, após uma derrota contra o Frosinone fora de casa por 3–0, tendo seu descenso a Série B após três temporadas na elite. Na penúltima rodada, o Sassuolo também foi rebaixado, a equipe perdeu contra o Cagliari por 2–0 em casa, dependendo do resultado entre Monza e Frosinone em Monza, na qual o Frosinone venceu por 1–0, confirmando o seu primeiro descenso em sua história após onze anos consecutivos na elite italiana. Na última rodada o Frosinone foi a última equipe rebaixada, a equipe perdeu para a Udinese que também estava disputando para não cair por 1–0 em casa, sendo rebaixado após uma temporada na elite.[carece de fontes?]

## Regulamento
A Serie A é disputada por 20 clubes em dois turnos. Em cada turno, todos os times jogam entre si uma única vez. Os jogos do segundo turno foram realizados na mesma ordem do primeiro, apenas com o mando de campo invertido. Não houve campeões por turnos, sendo declarado campeão da Itália o time que obteve o maior número de pontos após as 38 rodadas.

### Critérios de desempate
Caso haja empate de pontos entre dois clubes, os critérios de desempates foram aplicados na seguinte ordem:
1. Confronto direto
2. Saldo de gols
3. Gols marcados

## Participantes

### Promovidos e Rebaixados
| Pos | Promovidos da Serie B de 2022–23 |
| --- | -------------------------------- |
| 1º  | Frosinone                        |
| 2º  | Genoa                            |
| 3°  | Cagliari (Play-offs)             |

| Pos | Rebaixados da Serie A de 2022–23 |
| --- | -------------------------------- |
| 18º | Spezia                           |
| 19º | Cremonese                        |
| 20º | Sampdoria                        |

### Informação dos clubes
| Equipe         | Cidade    | Estádio                | Capac. | Título(s)              | 2022–23 |
| -------------- | --------- | ---------------------- | ------ | ---------------------- | ------- |
| Atalanta       | Bérgamo   | Gewiss Stadium         | 25 000 | 0 (não possui)         | 5º      |
| Bologna        | Bolonha   | Renato Dall'Ara        | 36 462 | 7 (último em 1963–64)  | 13º     |
| Cagliari       | Cagliari  | Unipol Domus           | 16 416 | 0 (não possui)         | 3º (B)  |
| Frosinone      | Frosinone | Estádio Benito Stirpe  | 16 227 | 0 (não possui)         | 1º (B)  |
| Empoli         | Empoli    | Carlo Castellani       | 16 284 | 0 (não possui)         | 14º     |
| Fiorentina     | Florença  | Artemio Franchi        | 45 000 | 2 (último em 1968–69)  | 8º      |
| Genoa          | Gênova    | Luigi Ferraris         | 36 599 | 9 (em 1923–24)         | 2º (B)  |
| Hellas Verona  | Verona    | Marcantonio Bentegodi  | 39 371 | 1 (em 1984–85)         | 18°     |
| Internazionale | Milão     | San Siro               | 75 923 | 19 (último em 2020–21) | 3º      |
| Juventus       | Turim     | Allianz Stadium        | 41 507 | 36 (último em 2019–20) | 7º      |
| Lazio          | Roma      | Olímpico de Roma       | 70 634 | 2 (último em 1999–00)  | 2º      |
| Lecce          | Lecce     | Via del Mare           | 31 533 | 0 (não possui)         | 16°     |
| Milan          | Milão     | San Siro               | 75 923 | 19 (último em 2021–22) | 4º      |
| Monza          | Monza     | Stadio Brianteo        | 15 039 | 0 (não possui)         | 11°     |
| Napoli         | Nápoles   | Diego Armando Maradona | 54 726 | 3 (último em 2022–23)  | 1º      |
| Roma           | Roma      | Olímpico de Roma       | 70 634 | 3 (último em 2000–01)  | 6º      |
| Salernitana    | Salerno   | Arechi                 | 37 000 | 0 (não possui)         | 15º     |
| Sassuolo       | Sassuolo  | Mapei Stadium          | 23 717 | 0 (não possui)         | 13º     |
| Torino         | Turim     | Olímpico de Turim      | 28 958 | 7 (último em 1975–76)  | 10º     |
| Udinese        | Udine     | Friuli                 | 25 144 | 0 (não possui)         | 12º     |

## Classificação
| Pos | Equipe             | Pts | J  | V  | E  | D  | GP | GC | SG  | Classificação ou descenso                            |
| --- | ------------------ | --- | -- | -- | -- | -- | -- | -- | --- | ---------------------------------------------------- |
| 1   | Internazionale (C) | 94  | 38 | 29 | 7  | 2  | 89 | 22 | +67 | Fase de liga da Liga dos Campeões da UEFA de 2024–25 |
| 2   | Milan              | 75  | 38 | 22 | 9  | 7  | 76 | 49 | +27 | Fase de liga da Liga dos Campeões da UEFA de 2024–25 |
| 3   | Juventus           | 71  | 38 | 19 | 14 | 5  | 54 | 31 | +23 | Fase de liga da Liga dos Campeões da UEFA de 2024–25 |
| 4   | Atalanta           | 69  | 38 | 21 | 6  | 11 | 72 | 42 | +30 | Fase de liga da Liga dos Campeões da UEFA de 2024–25 |
| 5   | Bologna            | 68  | 38 | 18 | 14 | 6  | 54 | 32 | +22 | Fase de liga da Liga dos Campeões da UEFA de 2024–25 |
| 6   | Roma               | 63  | 38 | 18 | 9  | 11 | 65 | 46 | +19 | Fase de liga da Liga Europa da UEFA de 2024–25       |
| 7   | Lazio              | 61  | 38 | 18 | 7  | 13 | 49 | 39 | +10 | Fase de liga da Liga Europa da UEFA de 2024–25       |
| 8   | Fiorentina         | 60  | 38 | 17 | 9  | 12 | 61 | 46 | +15 | Play-off da Liga Conferência da UEFA de 2024–25      |
| 9   | Torino             | 53  | 38 | 13 | 14 | 11 | 36 | 36 | 0   |                                                      |
| 10  | Napoli             | 53  | 38 | 13 | 14 | 11 | 55 | 48 | +7  |                                                      |
| 11  | Genoa              | 49  | 38 | 12 | 13 | 13 | 45 | 45 | 0   |                                                      |
| 12  | Monza              | 45  | 38 | 11 | 12 | 15 | 39 | 51 | −12 |                                                      |
| 13  | Hellas Verona      | 38  | 38 | 9  | 11 | 18 | 38 | 51 | −13 |                                                      |
| 14  | Lecce              | 38  | 38 | 8  | 14 | 16 | 32 | 54 | −22 |                                                      |
| 15  | Udinese            | 37  | 38 | 6  | 19 | 13 | 37 | 53 | −16 |                                                      |
| 16  | Cagliari           | 36  | 38 | 8  | 12 | 18 | 42 | 68 | −26 |                                                      |
| 17  | Empoli             | 36  | 38 | 9  | 9  | 20 | 29 | 54 | −25 |                                                      |
| 18  | Frosinone          | 35  | 38 | 8  | 11 | 19 | 44 | 69 | −25 | Zona de rebaixamento à Série B de 2024–25            |
| 19  | Sassuolo           | 30  | 38 | 7  | 9  | 22 | 43 | 75 | −32 | Zona de rebaixamento à Série B de 2024–25            |
| 20  | Salernitana        | 17  | 38 | 2  | 11 | 25 | 32 | 81 | −49 | Zona de rebaixamento à Série B de 2024–25            |

1. ↑  A Série A ganhou uma vaga adicional na Liga dos Campeões devido à Itália terminar como uma das duas associações com maior coeficiente de pontos em 2023–24.
2. ↑  A Juventus se classificou para a fase de liga da Liga Europa graças ao título da Copa da Itália de 2023–24, mas a equipe terminou entre os cincos primeiro colocados, com base na liga, a vaga é repassada para a equipe com melhor colocação, o sétimo colocado. A vaga da Liga Conferência é repassada ao oitavo colocado.
3. 1 2  O Torino terminou à frente do Napoli no confronto direto: Torino-Napoli 3–0, Napoli-Torino 1–1.
4. 1 2  Hellas Verona terminou à frente do Lecce no confronto direto: Hellas Verona 2–2 Lecce, Lecce 0–1 Hellas Verona.
5. 1 2  Cagliari terminou à frente do Empoli no confronto direto: Cagliari 0–0 Empoli, Empoli 0–1 Cagliari.

## Confrontos
| Mandante \ Visitante | ATA | BOL | CAG | EMP | FIO | FRO | GEN | VER | INT | JUV | LAZ | LEC | MIL | MON | NAP | ROM | SAL | SAS | TOR | UDI |
| -------------------- | --- | --- | --- | --- | --- | --- | --- | --- | --- | --- | --- | --- | --- | --- | --- | --- | --- | --- | --- | --- |
| Atalanta             | —   | 1–2 | 2–0 | 2–0 | 2–3 | 5–0 | 2–0 | 2–2 | 1–2 | 0–0 | 3–1 | 1–0 | 3–2 | 3–0 | 1–2 | 2–1 | 4–1 | 3–0 | 3–0 | 2–0 |
| Bologna              | 1–0 | —   | 2–1 | 3–0 | 2–0 | 2–1 | 1–1 | 2–0 | 0–1 | 3–3 | 1–0 | 4–0 | 0–2 | 0–0 | 0–0 | 2–0 | 3–0 | 4–2 | 2–0 | 1–1 |
| Cagliari             | 2–1 | 2–1 | —   | 0–0 | 2–3 | 4–3 | 2–1 | 1–1 | 0–2 | 2–2 | 1–3 | 1–1 | 1–3 | 1–1 | 1–1 | 1–4 | 4–2 | 2–1 | 1–2 | 0–0 |
| Empoli               | 0–3 | 0–1 | 0–1 | —   | 1–1 | 0–0 | 0–0 | 0–1 | 0–1 | 0–2 | 0–2 | 1–1 | 0–3 | 3–0 | 1–0 | 2–1 | 1–0 | 3–4 | 3–2 | 0–0 |
| Fiorentina           | 3–2 | 2–1 | 3–0 | 0–2 | —   | 5–1 | 1–1 | 1–0 | 0–1 | 0–1 | 2–1 | 2–2 | 1–2 | 2–1 | 2–2 | 2–2 | 3–0 | 5–1 | 1–0 | 2–2 |
| Frosinone            | 2–1 | 0–0 | 3–1 | 2–1 | 1–1 | —   | 2–1 | 2–1 | 0–5 | 1–2 | 2–3 | 1–1 | 2–3 | 2–3 | 1–3 | 0–3 | 3–0 | 4–2 | 0–0 | 0–1 |
| Genoa                | 1–4 | 2–0 | 3–0 | 1–1 | 1–4 | 1–1 | —   | 1–0 | 1–1 | 1–1 | 0–1 | 2–1 | 0–1 | 2–3 | 2–2 | 4–1 | 1–0 | 2–1 | 0–0 | 2–0 |
| Hellas Verona        | 0–1 | 0–0 | 2–0 | 2–1 | 2–1 | 1–1 | 1–2 | —   | 2–2 | 2–2 | 1–1 | 2–2 | 1–3 | 1–3 | 1–3 | 2–1 | 0–1 | 1–0 | 1–2 | 1–0 |
| Internazionale       | 4–0 | 2–2 | 2–2 | 2–0 | 4–0 | 2–0 | 2–1 | 2–1 | —   | 1–0 | 1–1 | 2–0 | 5–1 | 2–0 | 1–1 | 1–0 | 4–0 | 1–2 | 2–0 | 4–0 |
| Juventus             | 2–2 | 1–1 | 2–1 | 1–1 | 1–0 | 3–2 | 0–0 | 1–0 | 1–1 | —   | 3–1 | 1–0 | 0–0 | 2–0 | 1–0 | 1–0 | 1–1 | 3–0 | 2–0 | 0–1 |
| Lazio                | 3–2 | 1–2 | 1–0 | 2–0 | 1–0 | 3–1 | 0–1 | 1–0 | 0–2 | 1–0 | —   | 1–0 | 0–1 | 1–1 | 0–0 | 0–0 | 4–1 | 1–1 | 2–0 | 1–2 |
| Lecce                | 0–2 | 1–1 | 1–1 | 1–0 | 3–2 | 2–1 | 1–0 | 0–1 | 0–4 | 0–3 | 2–1 | —   | 2–2 | 1–1 | 0–4 | 0–0 | 2–0 | 1–1 | 0–1 | 0–2 |
| Milan                | 1–1 | 2–2 | 5–1 | 1–0 | 1–0 | 3–1 | 3–3 | 1–0 | 1–2 | 0–1 | 2–0 | 3–0 | —   | 3–0 | 1–0 | 3–1 | 3–3 | 1–0 | 4–1 | 0–1 |
| Monza                | 1–2 | 0–0 | 1–0 | 2–0 | 0–1 | 0–1 | 1–0 | 0–0 | 1–5 | 1–2 | 2–2 | 1–1 | 4–2 | —   | 2–4 | 1–4 | 3–0 | 1–0 | 1–1 | 1–1 |
| Napoli               | 0–3 | 0–2 | 2–1 | 0–1 | 1–3 | 2–2 | 1–1 | 2–1 | 0–3 | 2–1 | 1–2 | 0–0 | 2–2 | 0–0 | —   | 2–2 | 2–1 | 2–0 | 1–1 | 4–1 |
| Roma                 | 1–1 | 1–3 | 4–0 | 7–0 | 1–1 | 2–0 | 1–0 | 2–1 | 2–4 | 1–1 | 1–0 | 2–1 | 1–2 | 1–0 | 2–0 | —   | 2–2 | 1–0 | 3–2 | 3–1 |
| Salernitana          | 1–2 | 1–2 | 2–2 | 1–3 | 0–2 | 1–1 | 1–2 | 1–2 | 0–4 | 1–2 | 2–1 | 0–1 | 2–2 | 0–2 | 0–2 | 1–2 | —   | 2–2 | 0–3 | 1–1 |
| Sassuolo             | 0–2 | 1–1 | 0–2 | 2–3 | 1–0 | 1–0 | 1–2 | 3–1 | 1–0 | 4–2 | 0–2 | 0–3 | 3–3 | 0–1 | 1–6 | 1–2 | 2–2 | —   | 1–1 | 1–1 |
| Torino               | 3–0 | 0–0 | 0–0 | 1–0 | 0–0 | 0–0 | 1–0 | 0–0 | 0–3 | 0–0 | 0–2 | 2–0 | 3–1 | 1–0 | 3–0 | 1–1 | 0–0 | 2–1 | —   | 1–1 |
| Udinese              | 1–1 | 3–0 | 1–1 | 1–1 | 0–2 | 0–0 | 2–2 | 3–3 | 1–2 | 0–3 | 1–2 | 1–1 | 2–3 | 0–0 |     | 1–2 | 1–1 | 2–2 | 0–2 | —   |

## Estatísticas
Atualizado em 2 de junho de 2024.

### Artilheiros
| Pos. | Jogador            | Equipe         | Gols |
| ---- | ------------------ | -------------- | ---- |
| 1    | Lautaro Martínez   | Internazionale | 24   |
| 2    | Dušan Vlahović     | Juventus       | 16   |
| 3    | Olivier Giroud     | Milan          | 15   |
| 3    | Victor Osimhen     | Napoli         | 15   |
| 5    | Albert Guðmundsson | Genoa          | 14   |
| 6    | Duván Zapata       | Torino         | 13   |
| 6    | Hakan Çalhanoğlu   | Internazionale | 13   |
| 6    | Marcus Thuram      | Internazionale | 13   |
| 6    | Paulo Dybala       | Roma           | 13   |
| 6    | Romelu Lukaku      | Roma           | 13   |

### Assistentes
| Pos. | Jogador              | Equipe         | Assists. |
| ---- | -------------------- | -------------- | -------- |
| 1    | Paulo Dybala         | Roma           | 9        |
| 1    | Rafael Leão          | Milan          | 9        |
| 3    | Charles De Ketelaere | Atalanta       | 8        |
| 3    | Christian Pulišić    | Milan          | 8        |
| 3    | Henrikh Mkhitaryan   | Internazionale | 8        |
| 3    | Olivier Giroud       | Milan          | 8        |
| 7    | Ademola Lookman      | Atalanta       | 7        |
| 7    | Luis Alberto         | Lazio          | 7        |
| 7    | Marcus Thuram        | Internazionale | 7        |
| 7    | Matteo Politano      | Napoli         | 7        |
| 7    | Raoul Bellanova      | Torino         | 7        |
| 7    | Weston McKennie      | Juventus       | 7        |

### Clean sheets
| Pos. | Jogador                | Equipe         | Clean sheets |
| ---- | ---------------------- | -------------- | ------------ |
| 1    | Yann Sommer            | Internazionale | 19           |
| 2    | Vanja Milinković-Savić | Torino         | 18           |
| 3    | Wojciech Szczęsny      | Juventus       | 15           |
| 4    | Łukasz Skorupski       | Bologna        | 13           |
| 5    | Michele Di Gregorio    | Monza          | 12           |
| 6    | Mike Maignan           | Milan          | 10           |
| 7    | Ivan Provedel          | Lazio          | 9            |
| 8    | Josep Martinez         | Genoa          | 8            |
| 8    | Lorenzo Montipó        | Hellas Verona  | 8            |
| 8    | Marco Carnesecchi      | Atalanta       | 8            |
| 8    | Pietro Terracciano     | Fiorentina     | 8            |

### Hat-trick
| Jogador           | Para    | Contra   | Resultado | Data                    | Ref.   |
| ----------------- | ------- | -------- | --------- | ----------------------- | ------ |
| Riccardo Orsolini | Bologna | Empoli   | 3–0       | 1 de outubro de 2023    | [ 9 ]  |
| Szymon Żurkowski  | Empoli  | Monza    | 3–0       | 21 de janeiro de 2024   | [ 10 ] |
| Paulo Dybala      | Roma    | Torino   | 3–2       | 26 de fevereiro de 2024 | [ 11 ] |
| Victor Osimhen    | Napoli  | Sassuolo | 6–1       | 28 de fevereiro de 2024 | [ 12 ] |

### Poker-trick
| Jogador          | Para           | Contra      | Resultado | Data                   | Ref.   |
| ---------------- | -------------- | ----------- | --------- | ---------------------- | ------ |
| Lautaro Martínez | Internazionale | Salernitana | 4–0       | 30 de setembro de 2023 | [ 13 ] |

## Prêmios

### Prêmios mensais
| Mês       | Jogador do Mês     | Jogador do Mês | Técnico do Mês       | Técnico do Mês | Gol do Mês            | Gol do Mês     | Ref.                 |
| Mês       | Jogador            | Clube          | Técnico              | Clube          | Jogador               | Clube          | Ref.                 |
| --------- | ------------------ | -------------- | -------------------- | -------------- | --------------------- | -------------- | -------------------- |
| Agosto    | —                  | —              | Roberto D'Aversa     | Lecce          | —                     | —              | [ 14 ]               |
| Setembro  | Rafael Leão        | Milan          | Alessio Dionisi      | Sassuolo       | Marcus Thuram         | Internazionale | [ 15 ] [ 16 ] [ 17 ] |
| Outubro   | Lautaro Martínez   | Internazionale | Simone Inzaghi       | Internazionale | Gianluca Scamacca     | Atalanta       | [ 18 ] [ 19 ] [ 20 ] |
| Novembro  | Paulo Dybala       | Roma           | Massimiliano Allegri | Juventus       | Federico Dimarco      | Internazionale | [ 21 ] [ 22 ] [ 23 ] |
| Dezembro  | Christian Pulisic  | Milan          | Vincenzo Italiano    | Fiorentina     | Cyril Ngonge          | Hellas Verona  | [ 24 ] [ 25 ] [ 26 ] |
| Janeiro   | Dušan Vlahović     | Juventus       | Simone Inzaghi       | Internazionale | Antonio Candreva      | Salernitana    | [ 27 ] [ 28 ] [ 29 ] |
| Fevereiro | Paulo Dybala       | Roma           | Thiago Motta         | Bologna        | Michael Folorunsho    | Hellas Verona  | [ 30 ] [ 31 ] [ 32 ] |
| Março     | Alessandro Bastoni | Internazionale | Thiago Motta         | Bologna        | Dany Mota             | Monza          | [ 33 ] [ 34 ] [ 35 ] |
| Abril     | Paulo Dybala       | Roma           | Simone Inzaghi       | Internazionale | Matteo Politano       | Napoli         | [ 36 ] [ 37 ] [ 38 ] |
| Maio      | Riccardo Calafiori | Bologna        | Gian Piero Gasperini | Atalanta       | Khvicha Kvaratskhelia | Napoli         | [ 39 ] [ 40 ] [ 41 ] |

| Equipe da Temporada | Equipe da Temporada | Equipe da Temporada |
| Pos.                | Jogador             | Equipe              |
| ------------------- | ------------------- | ------------------- |
| G                   | Yann Sommer         | Internazionale      |
| DF                  | Alessandro Bastoni  | Internazionale      |
| DF                  | Bremer              | Juventus            |
| DF                  | Riccardo Calafiori  | Bologna             |
| DF                  | Federico Dimarco    | Internazionale      |
| DF                  | Theo Hernández      | Milan               |
| MC                  | Hakan Çalhanoğlu    | Internazionale      |
| MC                  | Lewis Ferguson      | Bologna             |
| MC                  | Lorenzo Pellegrini  | Roma                |
| MC                  | Christian Pulisic   | Milan               |
| ATA                 | Paulo Dybala        | Roma                |
| ATA                 | Olivier Giroud      | Milan               |
| ATA                 | Rafael Leão         | Milan               |
| ATA                 | Lautaro Martínez    | Internazionale      |
| ATA                 | Dušan Vlahović      | Juventus            |